# Ternat (België)
Ternat is een plaats en gemeente in de Belgische provincie Vlaams-Brabant. De gemeente ligt in het Pajottenland en telt ruim 16.000 inwoners.

## Toponymie
De gemeente komt al in oude geschriften voor onder de namen: Nath (1112,1268), Le Natte (1253, 1268 in het Picardisch, schrijftaal te Nijvel), Ternath (1435). De toponiem vertelt ons iets over de ontstaansgeschiedenis: een bewoningskern op vochtige bodem of "ter natte".
De naam Ternat wordt vaak geassocieerd met de betekenis nat of vochtig, maar dit is wel wat eenvoudig. Een andere betekenisverklaring zou kunnen zijn: naad of grens van een wereldlijk of geestelijk domein in de Brabantgouw. Maar eerder moet men ernstig rekening houden met een oorsprong in het Romaans, het Keltisch of een verdwenen prehistorische taal.
Ternath is tevens de naam van een gehucht in Meerbeke, dat parochiaal eveneens onder de abdij van Nijvel ressorteerde en eveneens binnen het Hertogdom Brabant lag.

## Geschiedenis
Via de huidige deelgemeente Wambeek gaat de geschiedenis van Ternat terug tot het jaar 877.
Ternat zelf werd reeds in 1112 als onderdeel van de toenmalige hoofdparochie Wambeek vermeld. Ternat behoorde dus ook toe aan de Abdij van Nijvel in het hertogdom Brabant. In 1268 werd Ternat een aparte parochie met een Onze-Lieve-Vrouwkerk.
Ten laatste in de 12e eeuw stond er al een wachttoren als onderdeel van de verdediging van het Hertogdom Brabant tegen het graafschap Vlaanderen, het latere waterslot Kruikenburg. De familie Van Wezemaal bouwde of versterkte de toren; zij waren trouwe bondgenoten van de hertogen van Brabant-Lotharingen.
In de 14e eeuw was ridder Everaard t'Serclaes, schepen van de stad Brussel en tevens heer van Ternat. Hij verjoeg de troepen van graaf Lodewijk van Male uit Brussel in 1356. t'Serclaes werd in 1388 vermoord door de Gaasbeekse kasteelheer Zweder van Abcoude en in de kerk tegenover het kasteel Kruikenburg begraven.
Door huwelijk ging de heerlijkheid Cruyckenburgh (Kruikenburg) met Wambeke, Lombeke ende Ternath met inbegrip van de burcht in de zestiende eeuw over in handen van de van oorsprong Franse familie De Fourneau. Onder andere doordat Kruikenburg in 1662 tot graafschap werd verheven, verloor Wambeek, - waar de zetel van de oude schepenbank gevestigd was - aan belang.
Na de opheffing van het zowat honderdvijftig jaar oude graafschap Kruikenburg door de Fransen werd Ternat een aparte gemeente, los van Wambeek en Sint-Katherina-Lombeek.
Het belang van Ternat in de Franse tijd blijkt uit het feit dat er zich een notaris ging vestigen.
Tijdens de Slag bij Waterloo was Hendrik de Fourneau, graaf van Kruikenburg (1785-1861), een persoonlijke vriend geworden van de prins van Oranje. De graaf steunde Willem I tijdens de Belgische Omwenteling en werd later in Nederland luitenant-generaal. Na de dood van zijn vriend koning Willem II der Nederlanden in 1849 keerde Hendrik de Fourneau naar Ternat terug.
In 1977 kwamen Wambeek, Lombeek en Ternat na zowat honderdtachtig jaar door de gemeentefusie opnieuw samen.

### Ternat tijdens de Eerste Wereldoorlog
De Groote Oorlog verliep ondanks enkele incidenten vrij rustig in Ternat. “Loperkesmaandag”, 24 augustus 1914, betekende voor vele Ternattenaren het begin van WOI: uit angst voor een verplichte inlijving bij het Duitse Leger sloegen ze op de vlucht en ontketenden zo “Vliegende maandag of de gekste dag van de oorlog”. Toen bekend werd dat het om valse geruchten ging keerden velen terug naar hun huis. De meldingsplicht was evenwel een feit en op 17 maart 1915 vielen 2 dodelijke slachtoffers op de markt van Ternat bij het “meldenambt”.
Op 23 augustus 1916 werden de paarden opgeëist te Ternat en stilaan kwam er gebrek aan zo wat alles en postduiven werden verboden. In december werden de fietsen opgevorderd en toen die maatregel ongedaan werd gemaakt werd al het rubber opgeëist. Het afreizen naar het nabije Oost-Vlaanderen was bovendien moeilijk omdat dat uitgeroepen was als spergebied. Tijdens de oorlog bepleitte de toenmalig burgemeester Poodt ettelijke malen solidariteit onder de bevolking onder andere via afroepingen aan de Sint-Gertrudiskerk.
Ternat kende geen grote verwoestingen, behalve schade aan het interieur van het stationsgebouw.
Was deelgemeente Ternat aan het begin van de 20ste eeuw nog sterk verfranst, dan keerde dit na het conflict. Ternat bleek door velen uitgekozen als uitvalsbasis voor het Vlaams verzet tegen Franstalig België. Zo verdwenen onder meer de private Franstalige onderwijsinrichtingen in de stationsbuurt.

## Mobiliteit in Ternat
In het midden van de 19e eeuw legde men de spoorweglijn naar Gent niet over Asse, maar over Ternat aan. Ook in het midden van de 20e eeuw werd de autoweg van Brussel naar de kust opnieuw over Ternat en niet over Asse getekend. Ternat kreeg meteen een in- en uitrit.

## Geografie

### Kernen
Naast Ternat zelf telt de gemeente nog de deelgemeenten Sint-Katherina-Lombeek en Wambeek. Ook zijn er de volgende gehuchten: Opalfene, Neeralfene (in het dal van de Alfenbeek), Steenvoort en Vitseroel (aan de voet van de Moretteberg), evenals Sempst en Overdorp bij Wambeek.

### Deelgemeenten
| # | Naam                   | Opp. (km²) | Inwoners (2020) | Inwoners per km² | NIS-code |
| - | ---------------------- | ---------- | --------------- | ---------------- | -------- |
| 1 | Ternat                 | 9,75       | 6.572           | 674              | 23086A   |
| 2 | Sint-Katharina-Lombeek | 6,39       | 6.765           | 1.058            | 23086C   |
| 3 | Wambeek                | 8,57       | 2.672           | 312              | 23086B   |

## Bezienswaardigheden

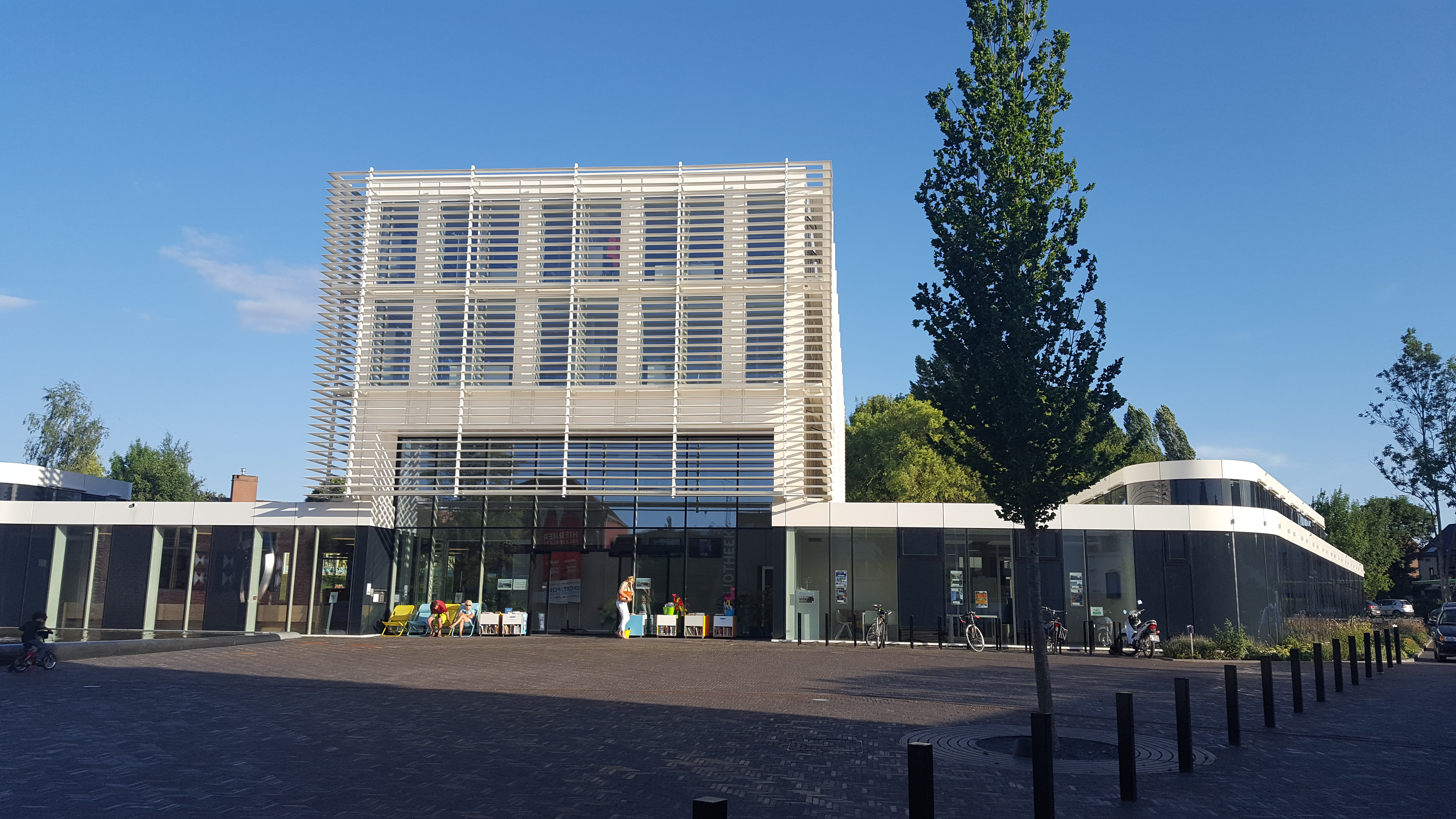
Het nieuwe gemeentehuis en bibliotheek

- De gotische Sint-Gertrudiskerk met massieve toren.
- Het kasteel Kruikenburg met aangrenzend park De Sterre.
- Het Kasteel De Mot (1719), tot 2015 gebruikt als gemeentehuis.
- Het Kasteel Terlinden
- De Brabantse vierkanthoeve Hof ten Berg.
- Het Station Ternat van architect Jean-Pierre Cluysenaar.
- De Molen te Neeralfene
- De Molen van Opalfene
- De Molen van Steenvoorde
- In het centrum van Sint-Katharina-Lombeek staan een geklasseerde oude moerascypres en zomerlinde.[3]

## Natuur en landschap
Ternat ligt op het Brabants Plateau op een hoogte van 17-52 meter.

## Demografische ontwikkeling

### Demografische evolutie voor de fusie
- Bronnen:NIS, Opm:1831 tot en met 1970=volkstellingen

### Demografische ontwikkeling van de fusiegemeente
Alle historische gegevens hebben betrekking op de huidige gemeente, inclusief deelgemeenten, zoals ontstaan na de Fusies van Belgische gemeenten op 1 januari 1977.
- Bronnen:NIS, Opm:1831 tot en met 1981=volkstellingen; 1990 en later= inwonertal op 1 januari

| Inwoners van jaar tot jaar op 1 januari 1992 tot heden | Inwoners van jaar tot jaar op 1 januari 1992 tot heden | Inwoners van jaar tot jaar op 1 januari 1992 tot heden |
| jaar                                                   | Aantal                                                 | Evolutie: 1992=index 100                               |
| ------------------------------------------------------ | ------------------------------------------------------ | ------------------------------------------------------ |
| 1992                                                   | 13.541                                                 | 100,0                                                  |
| 1993                                                   | 13.691                                                 | 101,1                                                  |
| 1994                                                   | 13.874                                                 | 102,5                                                  |
| 1995                                                   | 14.027                                                 | 103,6                                                  |
| 1996                                                   | 14.123                                                 | 104,3                                                  |
| 1997                                                   | 14.193                                                 | 104,8                                                  |
| 1998                                                   | 14.266                                                 | 105,4                                                  |
| 1999                                                   | 14.293                                                 | 105,6                                                  |
| 2000                                                   | 14.418                                                 | 106,5                                                  |
| 2001                                                   | 14.496                                                 | 107,1                                                  |
| 2002                                                   | 14.482                                                 | 106,9                                                  |
| 2003                                                   | 14.513                                                 | 107,2                                                  |
| 2004                                                   | 14.574                                                 | 107,6                                                  |
| 2005                                                   | 14.597                                                 | 107,8                                                  |
| 2006                                                   | 14.625                                                 | 108,0                                                  |
| 2007                                                   | 14.765                                                 | 109,0                                                  |
| 2008                                                   | 14.781                                                 | 109,2                                                  |
| 2009                                                   | 14.964                                                 | 110,5                                                  |
| 2010                                                   | 15.006                                                 | 110,8                                                  |
| 2011                                                   | 15.071                                                 | 111,3                                                  |
| 2012                                                   | 15.142                                                 | 111,8                                                  |
| 2013                                                   | 15.318                                                 | 113,1                                                  |
| 2014                                                   | 15.319                                                 | 113,1                                                  |
| 2015                                                   | 15.335                                                 | 113,2                                                  |
| 2016                                                   | 15.286                                                 | 112,9                                                  |
| 2017                                                   | 15.428                                                 | 113,9                                                  |
| 2018                                                   | 15.481                                                 | 114,3                                                  |
| 2019                                                   | 15.746                                                 | 116,3                                                  |
| 2020                                                   | 16.012                                                 | 118,2                                                  |
| 2021                                                   | 16.144                                                 | 119,2                                                  |
| 2022                                                   | 16.283                                                 | 120,2                                                  |
| 2023                                                   | 16.488                                                 | 121,8                                                  |
| 2024                                                   | 16.578                                                 | 122,4                                                  |
| 2025                                                   | 16.691                                                 | 123,3                                                  |

## Politiek

### Resultaten gemeenteraadsverkiezingen sinds 1976
| Partij               | Partij                                                                                    | 10-10-1976 | 10-10-1976 | 10-10-1982 | 10-10-1982 | 9-10-1988 | 9-10-1988 | 9-10-1994 | 9-10-1994 | 8-10-2000 | 8-10-2000 | 8-10-2006 | 8-10-2006 | 14-10-2012 | 14-10-2012 | 14-10-2018 | 14-10-2018 | 13-10-2024 | 13-10-2024 |
| Stemmen / Zetels     | Stemmen / Zetels                                                                          | %          | 21         | %          | 23         | %         | 23        | %         | 23        | %         | 23        | %         | 23        | %          | 25         | %          | 25         | %          | 25         |
| -------------------- | ----------------------------------------------------------------------------------------- | ---------- | ---------- | ---------- | ---------- | --------- | --------- | --------- | --------- | --------- | --------- | --------- | --------- | ---------- | ---------- | ---------- | ---------- | ---------- | ---------- |
|                      | SP-VUB / SP1 / GRAS2 / CD&V-N-VA-sp.a-GrasA / Sp.a Groen+4 /sp.aGroenXL5/ VooruitGroenXL6 | 25,22B     | 5          | 12,371     | 2          | -         |           | 21,312    | -         | 10,252    | 2         | 30,93A    | 7         | 8,694      | 1          | 11,05      | 2          | 7,96       | 1          |
|                      | AGALEV3                                                                                   | -          |            | -          |            | -         |           | -         |           | 4,423     | 0         | 30,93A    | 7         | 8,694      | 1          | 11,05      | 2          | 7,96       | 1          |
|                      | CVP1/ CVP-JA2/ CD&V-N-VA-sp.a-GrasA/ CD&V-Volks3/ volks4                                  | 43,091     | 9          | 31,441     | 8          | 29,031    | 6         | 22,781    | -         | 19,62     | 4         | 30,93A    | 7         | 28,473     | 8          | 31,13      | 9          | 26,54      | 7          |
|                      | CD&V-N-VA-sp.a-GrasA/ N-VA Volt1/ N-VA2/ N-VA BlauwC                                      | -          |            | -          |            | -         |           | -         |           | -         |           | 30,93A    | 7         | 17,81      | 4          | 17,12      | 5          | 16,5C      | 4          |
|                      | PVV1/ Open Vld+2                                                                          | -          |            | 14,21      | 3          | -         |           | -         |           | -         |           | -         |           | -          |            | 10,22      | 2          | 16,5C      | 4          |
|                      | Voor Ternat                                                                               | -          |            | -          |            | -         |           | -         |           | -         |           | -         |           | -          |            | 25,6       | 7          | 40,2       | 12         |
|                      | SP-VUB / VU-CTLE                                                                          | B          |            | 38,31E     | 10         | -         |           | -         |           | -         |           | -         |           | -          |            | -          |            | -          |            |
|                      | CTL1/ VU-CTLE/ LVB2                                                                       | 31,71      | 7          | 38,31E     | 10         | 70,972    | 17        | 55,332    | -         | 61,672    | 17        | 54,612    | 14        | 41,232     | 12         | -          |            | -          |            |
|                      | Vlaams Belang                                                                             | -          |            | -          |            | -         |           | -         |           | -         |           | 14,46     | 2         | 3,82       | 0          | 5,0        | 0          | 8,9        | 1          |
| Anderen(*)           | Anderen(*)                                                                                | -          |            | 3,68       | 0          |           |           | 0,58      | 0         | 4,06      | 0         |           |           | -          |            | -          |            | -          |            |
| Totaal stemmen       | Totaal stemmen                                                                            | 8211       | 8211       | 9094       | 9094       | 9774      | 9774      | 10279     | 10279     | 10712     | 10712     | 10670     | 10670     | 10946      | 10946      | 11465      | 11465      | 8170       | 8170       |
| Opkomst %            | Opkomst %                                                                                 |            |            |            |            | 97,14     | 97,14     | 96,07     | 96,07     | 94,88     | 94,88     |           |           | 93,97      | 93,97      | 95,6       | 95,6       | 66,7       | 66,7       |
| Blanco en ongeldig % | Blanco en ongeldig %                                                                      | 2,29       | 2,29       | 2,68       | 2,68       | 3,82      | 3,82      | 3,65      | 3,65      | 4,75      | 4,75      | 3,51      | 3,51      | 2,29       | 2,29       | 2,8        | 2,8        | 0,9        | 0,9        |

 Bronnen:  1976-2000: Verkiezingsdatabase Binnenlandse Zaken
2006-2012: www.nieuwsblad.be: Verkiezingsuitslagen 2012 en www.vlaanderenkiest.be: Gegevens 2012
(*) 1982: ANDERS / 1994: SD / 2000: V.B.T.
De zetels van de gevormde meerderheid staan vet afgedrukt. De grootste partij is in kleur.

## Cultuur

### Evenementen
Jaarlijks vindt tijdens het eerste weekend van augustus het Midzomerfestival en tijdens het eerste weekend van februari het Midwinterfestival plaats. Het festival Rock Ternat vond de laatste keer plaats in oktober 2013. In 2021 werd het festival opnieuw leven ingeblazen en vindt het plaats tijdens het laatste weekend van augustus.
Gekend zijn ook de jaarlijkse bloemenstoet en de jaarmarkt.

### Wammekse Feesten
Sinds 1978 vinden in Wambeek de tienjaarlijkse Wammekse Feesten plaats. Bij dit dorpsfeest worden in het centrum van Wambeek gedurende 5 dagen activiteiten, een kunsttentoonstelling en optredens georganiseerd. Het hoogtepunt is de folkloristische stoet op zondagnamiddag, waarbij de Wambeekenaren, gegroepeerd per gehucht, paraderen doorheen de straten van Wambeek met praalwagens, tractoren, fietsen en karren.

## Mobiliteit
- Uitrit E40 bij de weg Asse - Edingen, de oude Romeinse heirbaan Asse - Bavay.
- Station Ternat langs spoorlijn 50 (Brussel - Gent).

## Economie
In het noorden van de gemeente beschikt Ternat over drie bedrijvenzones.
Het merendeel van de lokale handelaars is gevestigd aan de Statiestraat, het Marktplein en de Kerkstraat.
Sinds 2018 bevindt zich in Ternat een shoppingcentrum, genaamd The Leaf.

## Sport
Met KSKL Ternat (2de provinciale) en KFC Wambeek (2de provinciale) beschikt de gemeente ook over twee clubs in het voetbal.
In het seizoen 2009-2010 komt Ternat uit in Derde Klasse. In 2019 fusioneerden de twee ploegen tot KFC Wambeek Ternat. Ternat heeft ook een volleybalploeg, Volley Kruikenburg Ternat. Ternat heeft ook een hockey club: de Green Devils Hockey Club.

## Bekende inwoners
- Everaard t'Serclaes (1315-1388) , schepen en Heer van Ternat
- leden van de familie Van Dievoet, (1721-heden) landbouwers
- Pol de Mont (1857–1931), auteur
- Robert Nevens (1914–1988), atleet
- Louis Cantillon (1928-1993), politicus
- Frans Du Mong (1935), filoloog, leraar en auteur
- Roger Coppens (1938), wielrenner
- Hubert Van Humbeeck (1950), journalist
- Eddy Verloes (1959), Belgisch fotograaf met internationaal palmares, master Letteren en Wijsbegeerte, docent en ereburger van Boutersem
- Dirk De Wolf (1961), wielrenner
- Luc Pauwels (1966), journalist
- Kris Temmerman (1973), voetballer

## Trivia
- Volgens cijfers van Het Nieuwsblad uit 2011 produceerde Ternat de grootste afvalberg van Vlaanderen met zo'n 197,88 kg restafval per inwoner.[8]
- De televisieserie Thuis speelt zich af in de Dreef in Ternat.
- De legende van De drie zonen van het Lindenveld zou in Ternat hebben plaatsgevonden.

## Nabijgelegem kernen
Sint-Katherina-Lombeek, Wambeek, Sint-Martens-Bodegem, Sint-Ulriks-Kapelle, Asse, Essene
Aarschot · Affligem · Asse · Beersel · Begijnendijk · Bekkevoort · Bertem · Bever · Bierbeek · Boortmeerbeek · Boutersem · Diest · Dilbeek · Drogenbos · Geetbets · Glabbeek · Grimbergen · Haacht · Halle · Herent · Hoegaarden · Hoeilaart · Holsbeek · Huldenberg · Kampenhout · Kapelle-op-den-Bos · Keerbergen · Kortenaken · Kortenberg · Kraainem · Landen · Lennik · Leuven · Liedekerke · Linkebeek · Linter · Londerzeel · Lubbeek · Machelen · Meise · Merchtem · Opwijk · Oud-Heverlee · Overijse · Pajottegem · Pepingen · Roosdaal · Rotselaar · Scherpenheuvel-Zichem · Sint-Genesius-Rode · Sint-Pieters-Leeuw · Steenokkerzeel · Ternat · Tervuren · Tielt-Winge · Tienen · Tremelo · Vilvoorde · Wemmel · Wezembeek-Oppem · Zaventem · Zemst · Zoutleeuw

België: Provincies · Gemeenten